# Federico Luigi di Hohenlohe-Ingelfingen
Friedrich Ludwig di Hohenlohe-Ingelfingen (Ingelfingen, 31 gennaio 1746 – Sławięcice, 15 febbraio 1818) è stato un nobile e generale prussiano, figlio maggiore del principe Enrico Augusto di Hohenlohe-Ingelfingen (morto nel 1796).

## Biografia
Iniziò la sua carriera militare da ragazzo, combattendo contro i prussiani negli ultimi anni della guerra dei sette anni. Dopo la pace di Parigi, nel 1768 entrò nell'esercito prussiano, venendo nominato maggiore per il suo rango di principe e divenendo poi tenente colonnello nel 1775. Nel 1778 prese parte alla guerra di successione bavarese e contemporaneamente nominato colonnello. Prima della morte di Federico il Grande fu promosso al rango di maggior generale e posto a capo di un reggimento. Per alcuni anni venne messo al comando della guarnigione di Breslavia, fino al 1791 quando venne nominato governatore di Berlino. Nel 1794 comandò un corpo d'armata prussiano sul Reno distinguendosi in varie operazioni ed in particolare alla Battaglia di Kaiserslautern il 20 settembre.
Egli era allora il più popolare soldato dell'esercito prussiano. Blücher scrisse di lui che era un comandante di cui l'esercito prussiano doveva essere orgoglioso. Egli succedette a suo padre nel principato ed acquisì ulteriori territori a seguito del matrimonio con la figlia del conte von Hoym. Nel 1806, Hohenlohe, divenuto generale di fanteria, venne investito del comando dell'ala sinistra delle forze prussiane opposte a Napoleone, avendo sotto il suo comando il principe Luigi Ferdinando di Prussia; ma, sentendo che la sua carriera sarebbe dovuta essere quella di un principe e non di un soldato professionista, permise al suo aiutante di campo Massenbach di influenzarlo fino ad indurlo in errore. Ebbero inizio così dei contrasti fra Hohenlohe ed il suo comandante in capo Duca di Brunswick, gli eserciti marciarono senza ottenere risultati apprezzabili fino a quando l'esercito di Hohenlohe, venne sbaragliato da Napoleone nella Battaglia di Jena.
Il principe mostrò il suo coraggio nel corso della battaglia e cercò di ripiegare con una parte delle sue truppe verso Erfurt, ma l'attacco della Grande Armata guidata da Napoleone mise in rotta le sue truppe, disorganizzate e in inferiorità numerica. Quel che restava del suo esercito, al comando dal generale Friedrich Adolf von Kalckreuth, si diresse verso i monti dello Harz; egli subentrò nel comando a Kalckreuth e fece ritorno in Prussia. Ma i francesi lo seguirono molto da vicino ed egli, seguendo i consigli di Massenbach, si arrese con la restante parte del suo esercito a Prenzlau il 28 ottobre, due settimane dopo la sconfitta di Jena e tre settimane dopo l'inizio delle ostilità. La sua grande popolarità in seno all'esercito era ormai un ricordo per i comandanti di guarnigione sparsi nel paese che avevano cercato seguire il suo esempio.
Dopo due anni passati come prigioniero di guerra in Francia, Hohenlohe si ritirò nelle sue terre vivendo in disparte per gli ultimi anni della sua vita, dove morì nel 1818.
Nell'ottobre del 1806, poco prima dello scoppio della guerra con la Francia, aveva abdicato in favore del figlio primogenito non accettando di diventare suddito del nuovo regno di Württemberg.

### Famiglia
Federico Luigi sposò l'8 aprile 1782 a Glaina la Contessa Maria Amalia Cristiana Carlotta di Hoym (6 ottobre 1763 - 20 aprile 1840). La coppia divorziò nel 1799. Ebbero i seguenti figli:
- Federico Augusto II Carlo (27 novembre 1784 - 15 febbraio 1853 in Slawentzitz) sposò il 28 settembre 1811 la Duchessa Luisa di Württemberg da cui ebbe figli
- Adelaide Carlotta Guglielmina (20 gennaio 1787 - 20 agosto 1858) sposò il 9 luglio 1812 Luigi, Principe di Hohenlohe-Kirchberg (16 settembre 1786 - 25 dicembre 1836)
- Luisa Sofia Emilia (20 novembre 1788 - 1º ottobre 1859) sposò il 26 giugno 1810 Alberto, Conte di Erbach-Fürstenau (18 maggio 1787; 28 luglio 1851)
- Augusta Carlotta Federica Sofia Amalia (16 novembre 1793 - 8 giugno 1821) sposò il 19 luglio 1816 Carlo, Langravio d'Assia-Philippsthal-Barchfeld
- Luigi Carlo (nato e morto nel 1794)
- Adolfo Carlo Federico Luigi (29 gennaio 1797 - 24 aprile 1873), Primo Ministro prussiano e Generale di Cavalleria, sposò il 19 aprile 1819 la Principessa Luisa di Hohenlohe-Langenburg
- Alessandro Ludovico Carlo Enrico (3 giugno 1798 - 23 marzo 1829)

## Ascendenza
|                                                     |                                                 |                                                       | Genitori                                                 |  |  | Nonni |  |  | Bisnonni                                          |  |  | Trisnonni                                    |  |
|                                                     |                                                 |                                                       |                                                          |  |  |       |  |  | Heinrich Friedrich, conte di Hohenlohe-Langenburg |  |  | Philipp Ernst, conte di Hohenlohe-Langenburg |  |
|                                                     |                                                 |                                                       |                                                          |  |  |       |  |  | Heinrich Friedrich, conte di Hohenlohe-Langenburg |  |  | Philipp Ernst, conte di Hohenlohe-Langenburg |  |
|                                                     |                                                 | Anna Maria zu Solms-Sonnenwalde                       |                                                          |  |  |       |  |  | Heinrich Friedrich, conte di Hohenlohe-Langenburg |  |  |                                              |  |
| Christian Kraft, conte di Hohenlohe-Ingelfingen     |                                                 |                                                       |                                                          |  |  |       |  |  | Heinrich Friedrich, conte di Hohenlohe-Langenburg |  |  |                                              |  |
|                                                     |                                                 | Juliana Dorothea zu Castell-Remlingen                 | Wolfgang Georg I, conte di Castell-Remlingen             |  |  |       |  |  |                                                   |  |  |                                              |  |
|                                                     |                                                 | Juliana Dorothea zu Castell-Remlingen                 | Wolfgang Georg I, conte di Castell-Remlingen             |  |  |       |  |  |                                                   |  |  |                                              |  |
|                                                     |                                                 | Juliana Dorothea zu Castell-Remlingen                 | Sophie Juliane von Hohenlohe-Pfedelbach                  |  |  |       |  |  |                                                   |  |  |                                              |  |
| Heinrich August, principe di Hohenlohe-Ingelfingen  |                                                 | Juliana Dorothea zu Castell-Remlingen                 |                                                          |  |  |       |  |  |                                                   |  |  |                                              |  |
|                                                     |                                                 | Hiskias, conte di Hohenlohe-Pfedelbach                | Ludwig Eberhard, conte di Hohenlohe-Pfedelbach           |  |  |       |  |  |                                                   |  |  |                                              |  |
|                                                     |                                                 | Hiskias, conte di Hohenlohe-Pfedelbach                | Ludwig Eberhard, conte di Hohenlohe-Pfedelbach           |  |  |       |  |  |                                                   |  |  |                                              |  |
|                                                     |                                                 | Hiskias, conte di Hohenlohe-Pfedelbach                | Dorothea von Erbach                                      |  |  |       |  |  |                                                   |  |  |                                              |  |
| Maria Katharina von Hohenlohe-Pfedelbach            |                                                 | Hiskias, conte di Hohenlohe-Pfedelbach                |                                                          |  |  |       |  |  |                                                   |  |  |                                              |  |
|                                                     |                                                 | Dorothea Elizabeth von Hohenlohe-Waldenburg           | Philipp Gottfried, conte di Hohenlohe-Waldenburg         |  |  |       |  |  |                                                   |  |  |                                              |  |
|                                                     |                                                 | Dorothea Elizabeth von Hohenlohe-Waldenburg           | Philipp Gottfried, conte di Hohenlohe-Waldenburg         |  |  |       |  |  |                                                   |  |  |                                              |  |
|                                                     |                                                 | Dorothea Elizabeth von Hohenlohe-Waldenburg           | Anna Christina von Limburg-Sontheim                      |  |  |       |  |  |                                                   |  |  |                                              |  |
| Friedrich Ludwig, principe di Hohenlohe-Ingelfingen |                                                 | Dorothea Elizabeth von Hohenlohe-Waldenburg           |                                                          |  |  |       |  |  |                                                   |  |  |                                              |  |
|                                                     | Johann Friedrich I, conte di Hohenlohe-Öhringen | Kraft VII, conte di Hohenlohe-Neuenstein              |                                                          |  |  |       |  |  |                                                   |  |  |                                              |  |
|                                                     | Johann Friedrich I, conte di Hohenlohe-Öhringen | Kraft VII, conte di Hohenlohe-Neuenstein              |                                                          |  |  |       |  |  |                                                   |  |  |                                              |  |
|                                                     | Johann Friedrich I, conte di Hohenlohe-Öhringen | Sophia von Zweibrücken-Birkenfeld                     |                                                          |  |  |       |  |  |                                                   |  |  |                                              |  |
| Johan Friedrich II, duca di Hohenlohe-Öhringen      | Johann Friedrich I, conte di Hohenlohe-Öhringen |                                                       |                                                          |  |  |       |  |  |                                                   |  |  |                                              |  |
|                                                     |                                                 | Luise Amöne von Schleswig-Holstein-Sonderburg-Norburg | Friedrich, duca di Schleswig-Holstein-Sonderburg-Norburg |  |  |       |  |  |                                                   |  |  |                                              |  |
|                                                     |                                                 | Luise Amöne von Schleswig-Holstein-Sonderburg-Norburg | Friedrich, duca di Schleswig-Holstein-Sonderburg-Norburg |  |  |       |  |  |                                                   |  |  |                                              |  |
|                                                     |                                                 | Luise Amöne von Schleswig-Holstein-Sonderburg-Norburg | Eleonore von Anhalt-Zerbst                               |  |  |       |  |  |                                                   |  |  |                                              |  |
| Wilhelmine Eleonora von Hohenlohe-Öhringen          |                                                 | Luise Amöne von Schleswig-Holstein-Sonderburg-Norburg |                                                          |  |  |       |  |  |                                                   |  |  |                                              |  |
|                                                     |                                                 | Ernst Ludwig, langravio d'Assia-Darmstadt             | Ludwig VI, langravio d'Assia-Darmstadt                   |  |  |       |  |  |                                                   |  |  |                                              |  |
|                                                     |                                                 | Ernst Ludwig, langravio d'Assia-Darmstadt             | Ludwig VI, langravio d'Assia-Darmstadt                   |  |  |       |  |  |                                                   |  |  |                                              |  |
|                                                     |                                                 | Ernst Ludwig, langravio d'Assia-Darmstadt             | Elisabeth Dorothea von Sachsen-Gotha-Altenburg           |  |  |       |  |  |                                                   |  |  |                                              |  |
| Dorothea Sophia von Hessen-Darmstadt                |                                                 | Ernst Ludwig, langravio d'Assia-Darmstadt             |                                                          |  |  |       |  |  |                                                   |  |  |                                              |  |
|                                                     |                                                 | Dorothea Charlotte von Brandenburg-Ansbach            | Albrecht II, margravio di Brandeburgo-Ansbach            |  |  |       |  |  |                                                   |  |  |                                              |  |
|                                                     |                                                 | Dorothea Charlotte von Brandenburg-Ansbach            | Albrecht II, margravio di Brandeburgo-Ansbach            |  |  |       |  |  |                                                   |  |  |                                              |  |
|                                                     |                                                 | Dorothea Charlotte von Brandenburg-Ansbach            | Sophie Margarete zu Oettingen-Oettingen                  |  |  |       |  |  |                                                   |  |  |                                              |  |
|                                                     |                                                 | Dorothea Charlotte von Brandenburg-Ansbach            |                                                          |  |  |       |  |  |                                                   |  |  |                                              |  |